# Ladenthin
Ladenthin ist ein Ortsteil der Gemeinde Grambow des Amtes Löcknitz-Penkun im Landkreis Vorpommern-Greifswald in Mecklenburg-Vorpommern.

## Geographie
Der Ort liegt fünf Kilometer südsüdöstlich von Grambow. Die Ostgrenze der Gemarkung Ladenthin bildet zugleich die Staatsgrenze zur Republik Polen. Die Nachbarorte sind Schwennenz-Ausbau im Norden, Bobolin und Warnik im Nordosten, Karwowo im Osten, Barnisław im Südosten, Pomellen im Süden, Nadrensee und Kyritz im Südwesten, Lebehn im Westen sowie Schwennenz im Nordwesten.